# Antenne (anatomie des insectes)
Pour les articles homonymes, voir Antenne.
Pour un article plus général, voir antenne (biologie).
 (novembre 2013).
Si vous disposez d'ouvrages ou d'articles de référence ou si vous connaissez des sites web de qualité traitant du thème abordé ici, merci de compléter l'article en donnant les références utiles à sa vérifiabilité et en les liant à la section « Notes et références ».

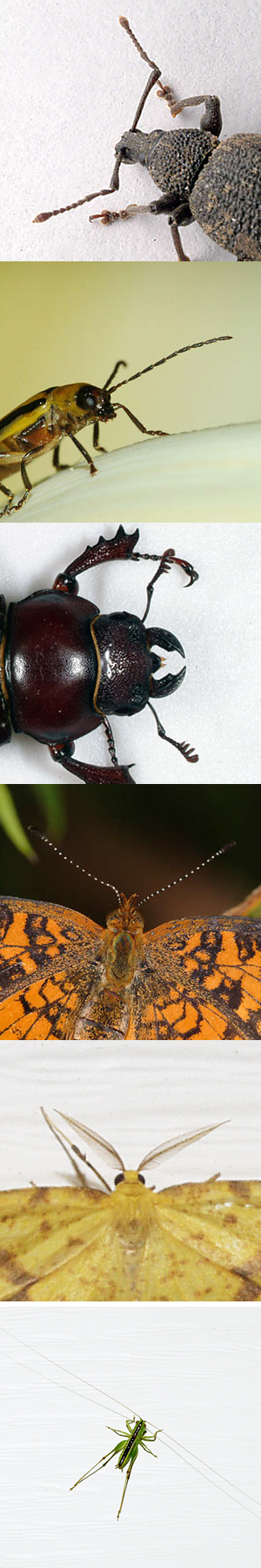
Variété d'antennes chez les insectes

Chez les Insectes, les antennes sont des appendices (en) externes, segmentées, mobiles et appariés qui se situent au sommet de la tête (vertex) et entre les yeux (oculi).
Ces prolongements de la tête sont des organes sensoriels complexes qui assurent plusieurs fonctions réceptrices pour percevoir l'environnement, notamment la chimioréception (perception de substances chimiques dont les phéromones), la mécanoréception (pression, mouvement, vibration), la proprioception (position dans l'espace), la thermoréception (température) et l'hygroperception (en) (humidité, eau). Elles servent principalement pour l'odorat, le toucher et le goût, grâce à la présence de sensilles, mais peuvent également servir à communiquer, à se défendre ou à s'orienter pendant le déplacement, qu'il soit terrestre, aquatique ou aérien.
Sur un plan morphologique, tous les insectes possèdent deux antennes qui sont généralement capables de se mouvoir mais les caractéristiques morphologiques et fonctionnelles varient entre les espèces, reflétant leur adaptation à des niches écologiques spécifiques. Ces variations, notamment du nombre de segments (articles ou antennomères), de la taille, de la forme et de la mobilité des antennes, permettent de distinguer les espèces entre elles.
D'autres Hexapodes, qui ne sont pas des Insectes, possèdent des antennes comme chez les Diplura et les Collembola.

## Description
Les Arthropodes possèdent des antennes — en général, une paire chez les Mandibulate, deux paires chez les Crustacés — bien que certains n'en possèdent pas (les Arachnides dont Scorpiones, Araignées, Tiques et Acariens). Les Hexapodes en possèdent une paire (ex. : les Diplura et les Collembola), sauf les Protura qui n'ont pas d'antennes,.
Tous les Insectes, en tant qu'Arthropodes et Hexapodes, possèdent une paire d'antennes. Chez les Holométaboles, la taille des antennes varie à l'état larvaire puisqu'elles sont de taille réduite par rapport à celles des adultes,, et peuvent obtenir des formes plus « élaborées » à l'état d'adulte grâce à l'opportunité qu'offre la métamorphose ; c'est-à-dire qu'elles adoptent une forme différente de celle la plus courante : pectiniforme, ou en anglais : pectinate,.

### Anatomie
Les antennes sont des appendices (en) externes de forme cylindrique et allongée qui sont constituées de plusieurs parties, appelées « articles », « segments », (terme impropre pour le flagelle,) ou « antennomères ». Les trois principales parties sont le scape (latin : scapus), le pédicelle (latin : pedicellus) et le flagelle (latin : flagellum),,,. Le scape (latin : scapus, abrégé « sc ») est le premier segment et est attaché à la tête via à une sclérite de forme circulaire (le torulus, anglais : socket), c'est-à-dire une cavité en forme d'anneau, et est soutenu par un pivot (antennifer) permettant la rotation de l'antenne. Le pédicelle (latin : pedicellus, abrégé « pe ») est le second segment et est rattaché au scape et au flagelle. Le flagelle est dernier segment principal ; il est lui-même divisé en segments appelés « flagellomères » (ou latin : annuli,, abrégé « F ») qui sont numérotés, par exemple de « F1 » à « F9 » pour l'espèce Cybister japonicus Sharp, 1873 par Song et al.. L'extrémité (apex ou partie distale) du flagelle peut arborer différents noms en fonction de sa forme, par exemple pour les antennes dites claviformes ou capitées, en anglais clavate  ou capitate, et coudées ou géniculées, en anglais geniculate, ce dernier segment (clava) est dit « en gourdin », en anglais en club,, ou clubbed, c'est-à-dire limitant le nombre de flagellomères.
Tous les Insectes n'ont pas le même nombre d'antennomères, bien qu'il soit plus rare qu'ils aient plus de 12 segments car en général ils en ont moins de 11.

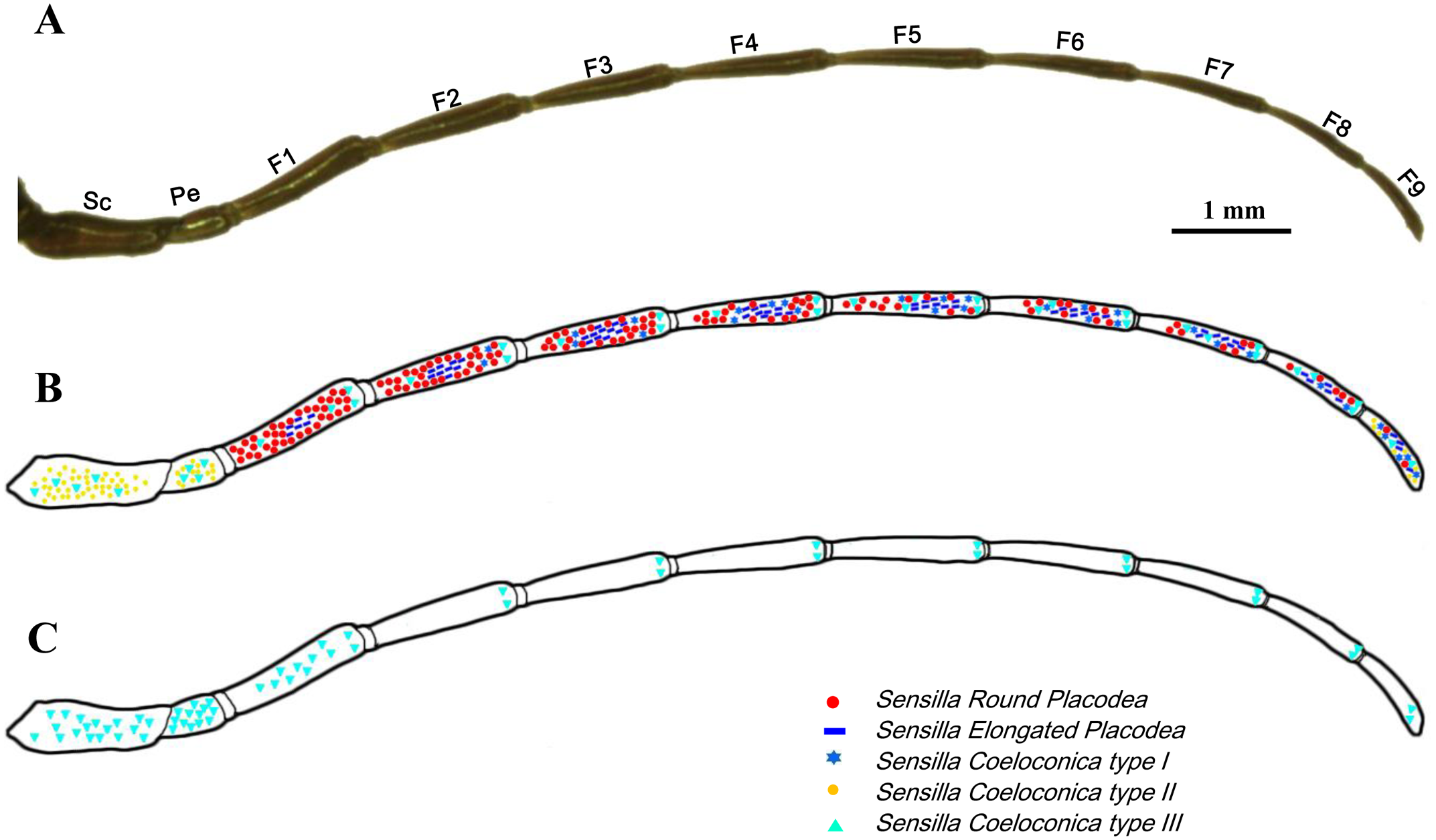
Song et al.[16] : Aperçu de la morphologie générale des antennes et sensilles de l'espèce mâle Cybister japonicus

### Formes
On distingue plusieurs formes d'antennes d'insecte :
- Aristée : forme élargie avec un poil latéral (ex : Diptera).
- Filiforme : forme simple, allongée et droite.
- Sétacée : l'antenne se rétrécit progressivement de la base à la pointe (ex : Thysanoptera, Blattaria, Ephemeroptera, Plecoptera et Trichoptera).
- Moniliforme : segments antennaires en forme ronde qui donnent une apparence de collier de perles (ex : Coleoptera).
- Serriforme : antenne qui est inclinée d'un côté donnant l'apparence d'un bord de scie (ex : Coleoptera).
- Pectiniforme : antenne ayant l'apparence d'un peigne, les segments sont plus longs d'un côté (ex : Coleoptera, Hymenoptera - Symphyta).
- Claviforme : segments antennaires qui s'élargissent à la pointe de l'antenne. Cela peut être progressif et présent sur toute la longueur ou une augmentation soudaine dans les derniers segments (ex : Coleoptera et Lepidoptera).
- Lamelliforme : segments antennaires aplatis formant des lamelles (ex : Coleoptera - Scarabeidae).
- Coudée ou géniculée : présence d'un coude dans l'antenne (Hymenoptera - Formicidae et Coleoptera).
- Plumeuse : Segments antennaires avec un certain nombre de branches fines, semblable à une plume (ex : Diptera et Lepidoptera - Saturniidae)

Divers types d'antennes d'insectes

### Fonctions
Les Arthropodes possèdent des setaæ (poils), cilia (cils) et esthetascs.

## Taxinomie
La forme de l'antenne est souvent une clé de détermination dans la taxonomie des insectes.

### Diptères
On distingue, chez les diptères, les brachycères (du grec brachys signifiant "court" et ceros "corne") des nématocères (du grec nematos "fil") grâce à la présence (brachycera) ou non (nematocera) de l'arista, un fil de soie émanant du troisième segment antennaire. On parle alors d'antenne aristée.

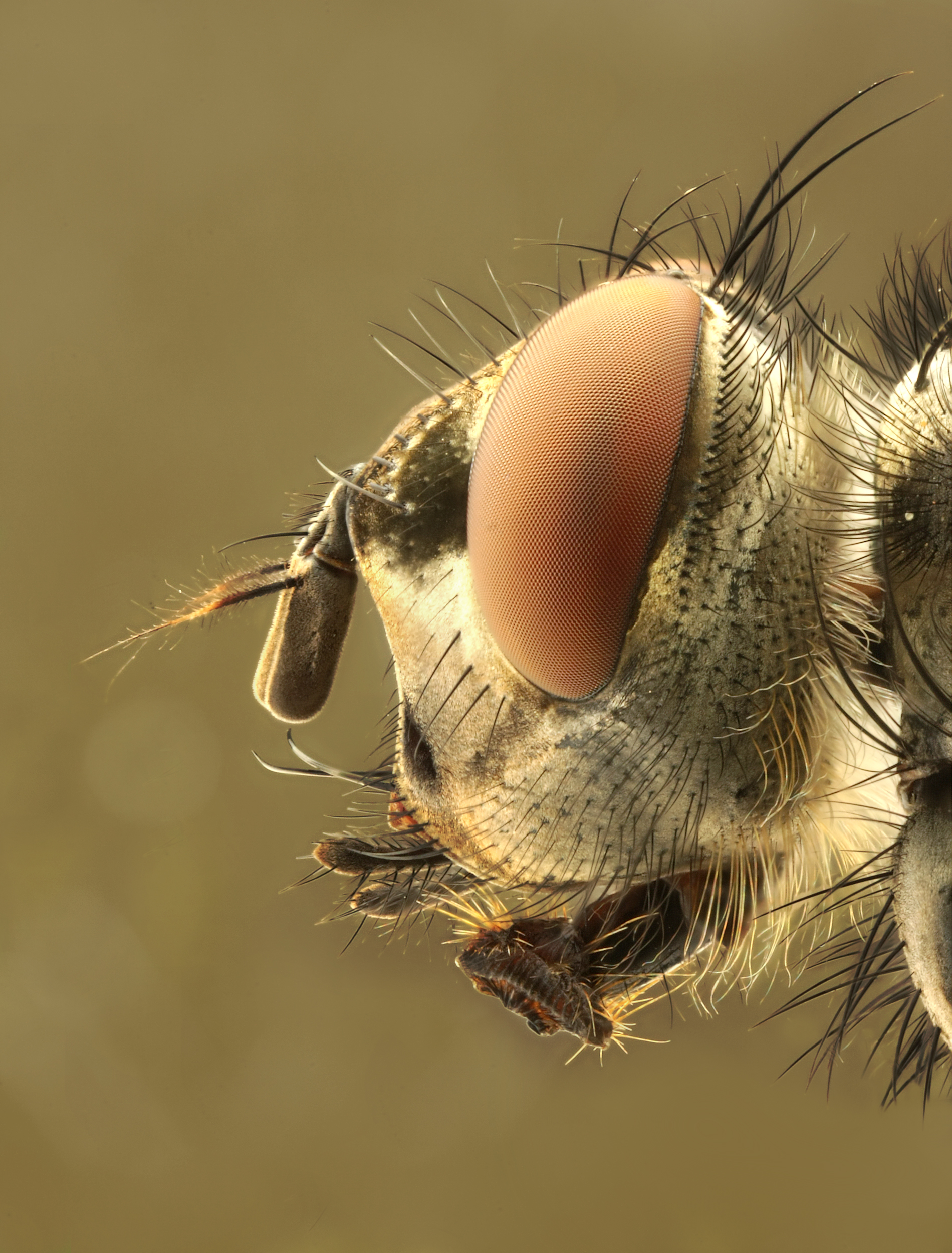
Tête de mouche
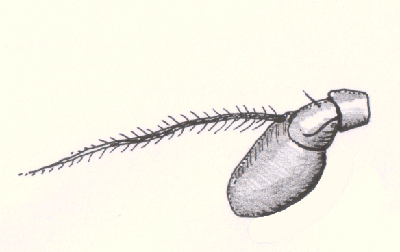
Détail de l'antenne aristée typique des brachicères

### Coléoptères

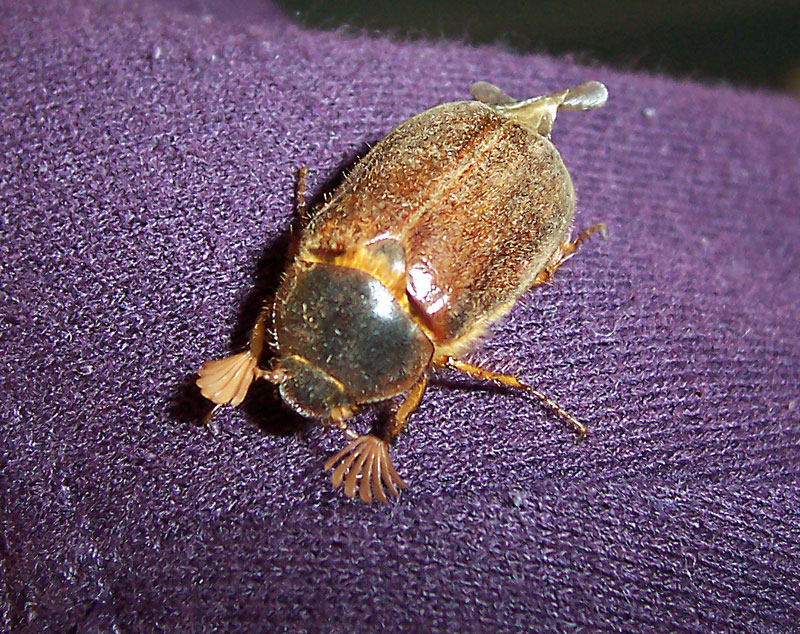
antenne lamellée d'un hanneton

L'ancienne nomenclature des coléoptères reposait sur la forme des antennes ("cornes") :
- les clavicornes : "cornes" en forme de clé ;
- les lamellicornes : "cornes" en forme de lamelle, actuellement les scarabéidés ;
- les longicornes : "cornes" de longue taille et autres capricornes, actuellement les cérambycidés.

### Lépidoptères
On distingue chez les lépidoptères les rhopalocères, ou papillons diurnes, aux antennes en massue, et les hétérocères, ou papillons de nuit, qui ont diverses sortes d'antennes tactiles en forme de plume, de brosse, etc.

### Hyménoptères

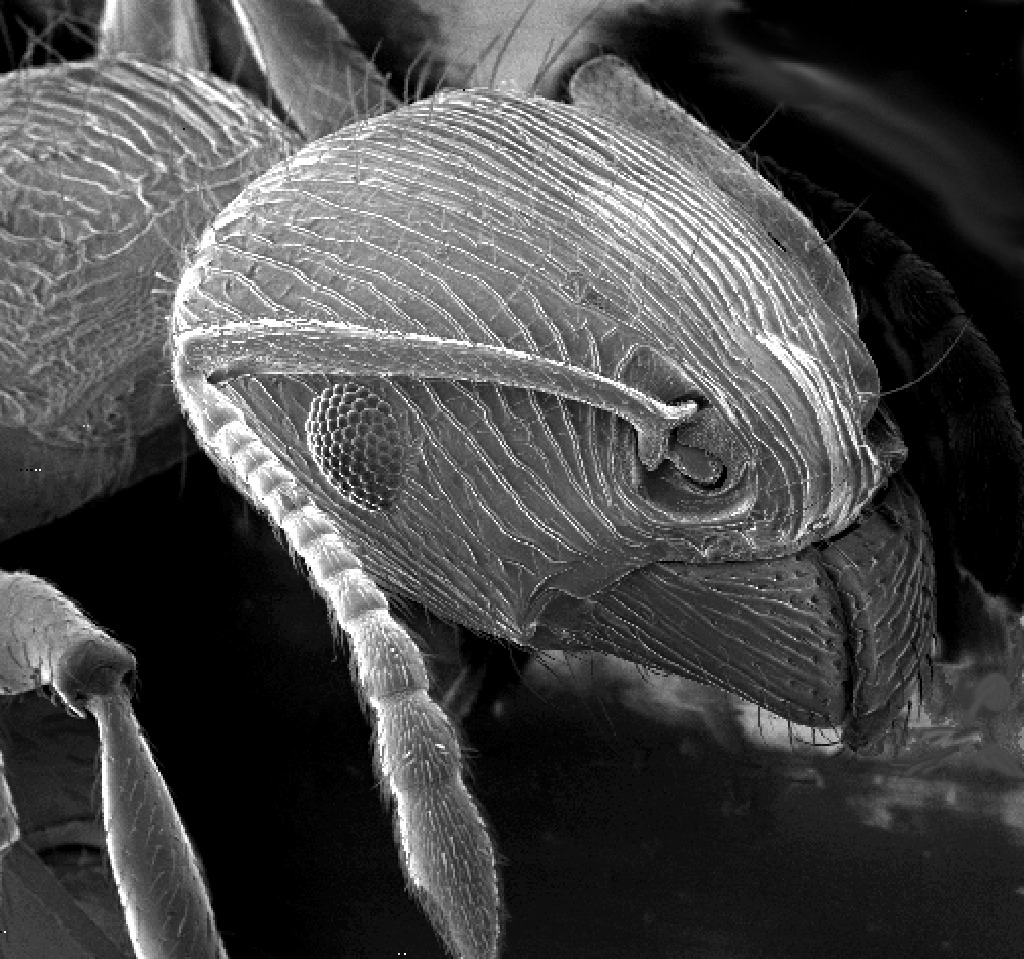
antenne coudée de fourmi

Antennes Géniculées